# Leonhard von Blumenthal

Leonhard Graf von Blumenthal

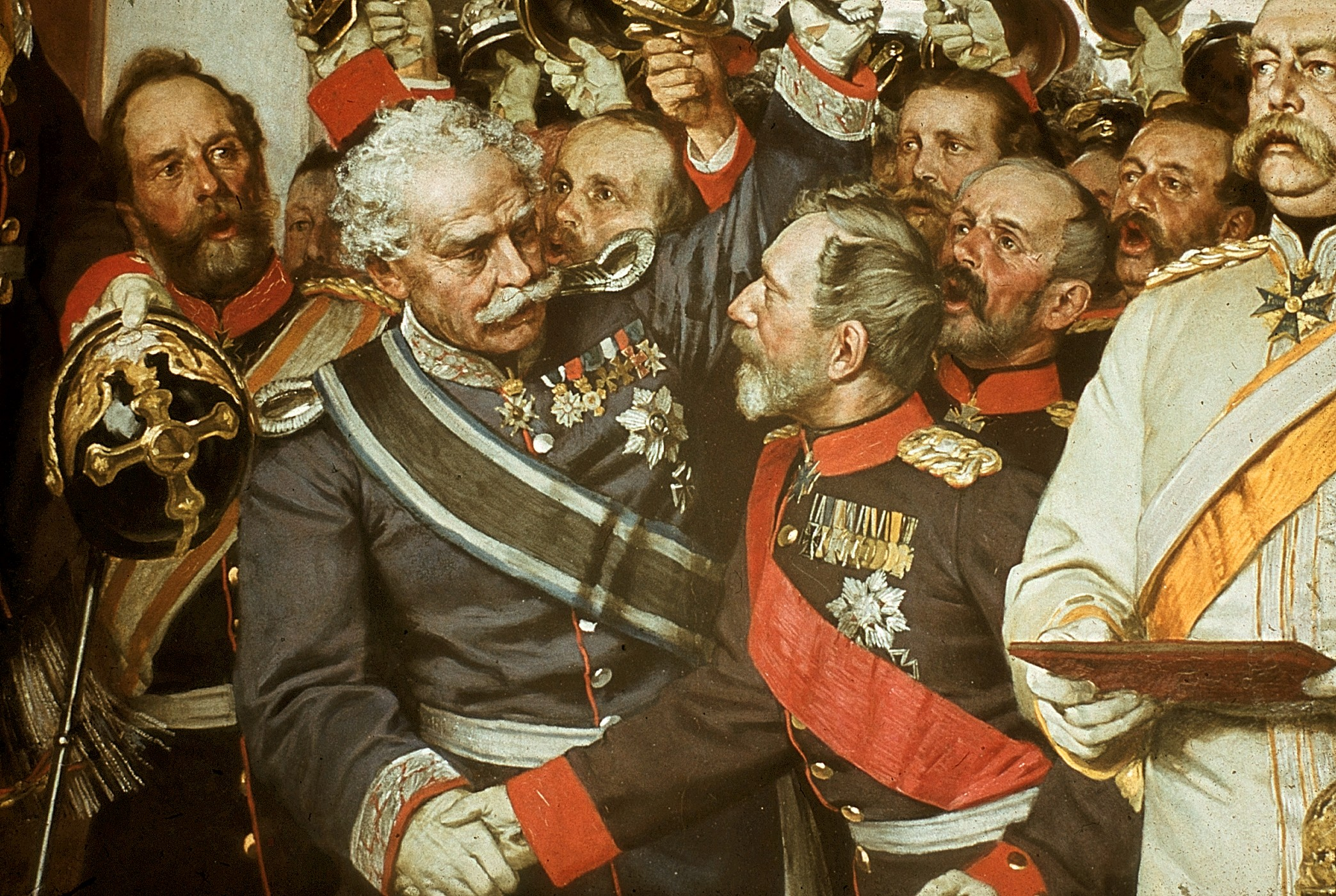
Handschlag Blumenthals mit Jakob von Hartmann bei der Kaiserproklamation in Versailles. Ölgemälde von Anton von Werner im Zeughaus (Berlin), 1882 (Ausschnitt)

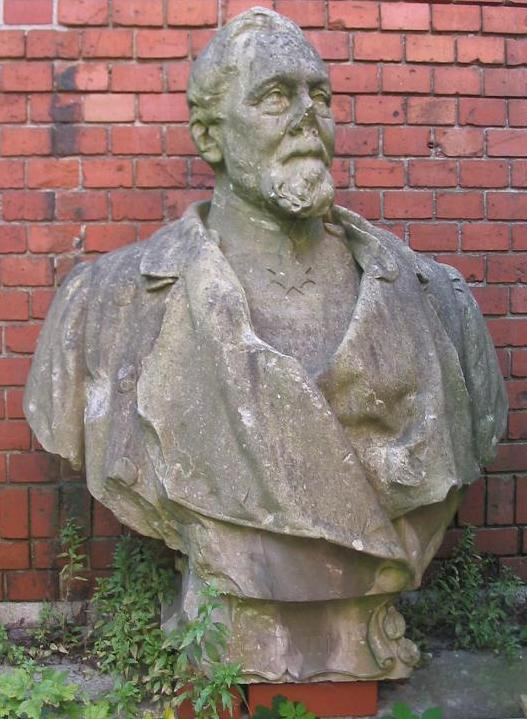
Büste Blumenthals – Assistenzbüste auf der Denkmalanlage Kaiser Friedrich III.

Karl Konstantin Albrecht Leonhard von Blumenthal, ab 1883 Graf von Blumenthal (* 30. Juli 1810 in Schwedt/Oder; † 21. Dezember 1900 auf Gut Quellendorf bei Köthen), war ein preußischer Generalfeldmarschall.

## Leben

### Herkunft
Leonhard war der Sohn von Ludwig Albrecht von Blumenthal (1774–1813) und dessen Ehefrau Friderike Charlotte Dorothea, geborene von Below (1783–1853). Sein Vater war Rittmeister im Brandenburgischen Dragoner-Regiment Prinz Wilhelm. Er erlag in Potsdam den in der Schlacht bei Dennewitz erlittenen Verwundungen. Der spätere preußische Generalmajor Karl von Blumenthal (1811–1903) war sein jüngerer Bruder.

### Militärkarriere

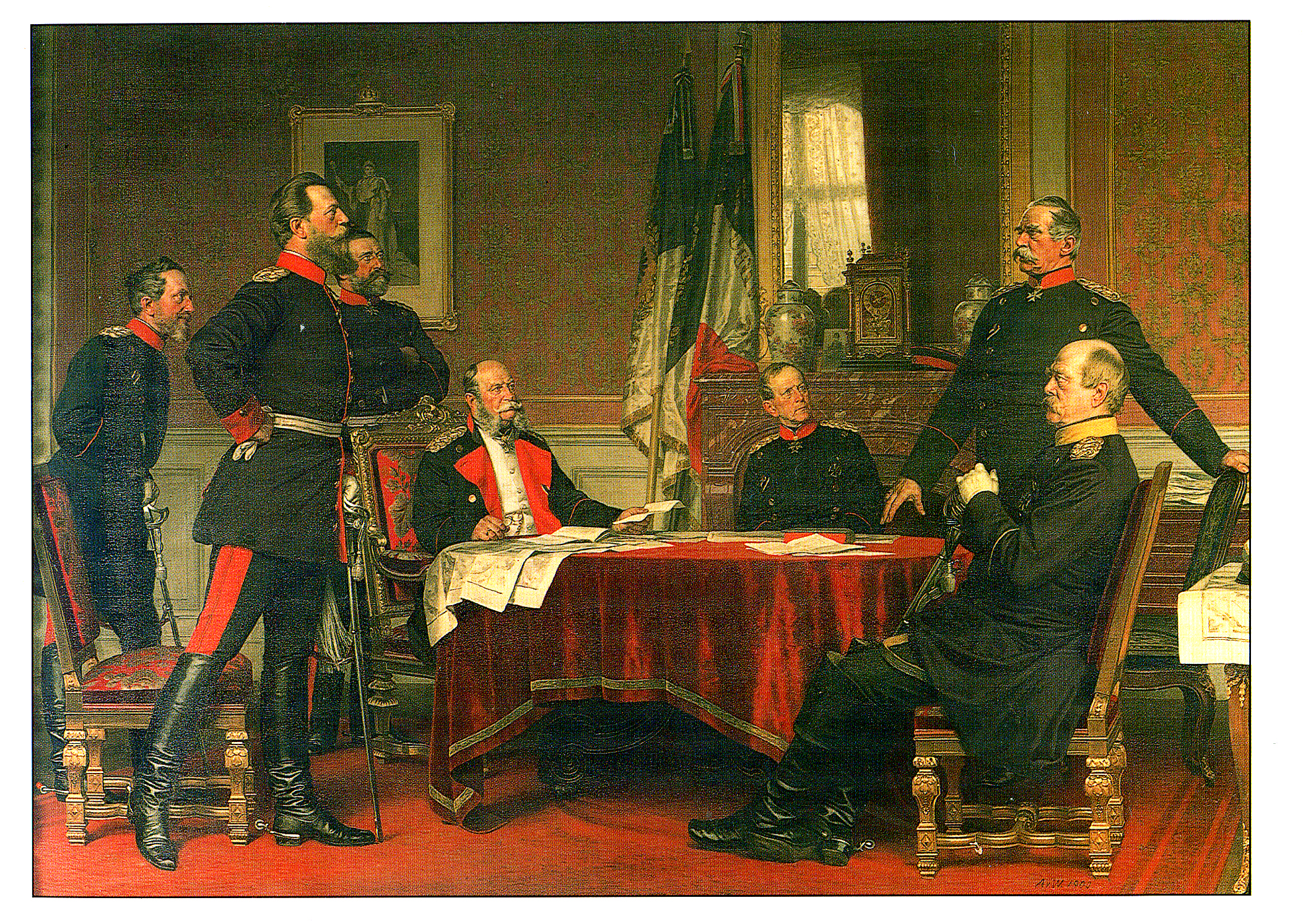
Das Deutsche Hauptquartier in Versailles, 1870, Gemälde von Anton von Werner, Leonhardt von Blumenthal steht links auf dem Gemälde

Blumenthal wurde zunächst in den Kadettenhäusern Kulm und Berlin erzogen und am 28. Juli 1827 als Sekondeleutnant dem Garde-Reserve-Infanterie-Regiment (dem späteren Garde-Füsilier-Regiment) überwiesen. Er besuchte zwischen 1830 und 1833 die Allgemeine Kriegsschule in Berlin. Nachdem Blumenthal danach von 1837 bis 1845 Adjutant des Koblenzer Garde-Landwehr-Bataillons gewesen und 1844 zum Premierleutnant befördert worden war, erhielt er 1846 eine Berufung in das Topographische Büro. In den darauf folgenden Jahren kam er zum gründlichen Studium der technischen Waffen jeweils für drei Monate zur Garde-Artillerie-Brigade und zur Garde-Pionier-Abteilung.
Blumenthal nahm am 18. März 1848 als Angehöriger des Füsilierbataillons des 31. Infanterie-Regiments am Straßenkampf in Berlin teil. Kurz danach wurde er zum Großen Generalstab kommandiert und am 1. Januar 1849 als Hauptmann in den Generalstab der Armee versetzt. Im Stab des Generals Eduard von Bonin beteiligte er sich am Feldzug in Schleswig und Jütland und wurde im Mai zum Chef des Generalstabs der schleswig-holsteinischen Armee ernannt. Nach dem Krieg war er 1850 in der mobilen Division Tietzen in Kurhessen.
1858 kam er als Oberstleutnant als persönlicher Adjutant zum Prinzen Friedrich Karl und befehligte als Oberst drei Jahre lang das Infanterie-Regiment Nr. 71. Nachdem Blumenthal anschließend etwa ein Jahr Chef des Stabes beim III. Armee-Korps gewesen war, wurde er am 15. Dezember 1863 Chef des Generalstabes des kombinierten mobilen Armeekorps gegen Dänemark. In dieser Stellung hatte er während des Deutsch-Dänischen Krieges entscheidenden Anteil am Sturm auf die Düppeler Schanzen und am Übergang nach Alsen. Hierfür wurde er mit dem Orden Pour le Mérite ausgezeichnet. Im Juni 1864 wurde er zum Generalmajor befördert und übernahm im November dieses Jahres das Kommando der 7. Infanterie-Brigade, im April 1865 das der 30. Infanterie-Brigade.
Beim Ausbruch des Deutschen Krieges gegen Österreich wurde Blumenthal Chef des Generalstabs der 2. Armee unter dem Kronprinzen Friedrich von Preußen. In dieser Position zeichnete er sich aus, insbesondere in der Schlacht bei Königgrätz (3. Juli) sowie bei der Anordnung der Verfolgungsmärsche und den Operationen zwischen Olmütz und Wien. Für diese Leistungen wurde Blumenthal das Eichenlaub zum Pour le Mérite verliehen. Im Oktober 1866 erhielt er das Kommando der 14. Division in Düsseldorf und das Patent als Generalleutnant. 1871 wurde er Ehrenbürger von Düsseldorf.
Im Deutsch-Französischen Krieg war Blumenthal erneut Chef des Generalstabs bei der 3. Armee des Kronprinzen von Preußen. Das Vertrauen rechtfertigte er so ausgezeichnet, dass er in wichtigen Fragen auch von der oberen Heeresleitung zur Beratung hinzugezogen wurde, so bei der Vorbereitung zur Einschließung von Paris und bei der Schlacht bei Sedan. Am 18. Januar 1871 war Blumenthal bei der Proklamierung des deutschen Kaiserreichs anwesend. Nach dem Frieden wurde Blumenthal mit einer Dotation in Höhe von 150.000 Talern belohnt. Erst berief man ihn zum Kommandierenden General des IV. Armee-Korps, am 22. März 1873 wurde er zum General der Infanterie befördert. Am 19. September 1883 erhob Wilhelm I. beim Kaisermanöver von 1883 Blumenthal, den Führer des IV. Armeekorps, in den Grafenstand.
Blumenthal wurde mehrfach mit militärischen Aufträgen ins Ausland gesandt. Im November 1883 begleitete er den Kronprinzen Friedrich nach Spanien und Italien. Der nunmehrige Kaiser Friedrich III. ernannte Blumenthal am 12. März 1888 zum Generalfeldmarschall und bald darauf zum Inspekteur der IV. Armee-Inspektion und zum Chef des Reitenden Feldjägerkorps. Zwischen 1892 und 1898 war er Inspekteur der III. Armee-Inspektion.
Blumenthal verstarb auf seinem Gut Quellendorf bei Köthen und wurde in der Familiengruft zu Krampfer beigesetzt.

### Familie
Er war seit 8. August 1839 mit Delicia Anna von Vyner (* 12. Mai 1813 in Eathorpe, engl. Grafschaft Warwick; †
29. Januar 1890 in Berlin) verheiratet. Aus der Ehe gingen mehrere Kinder hervor:
- Klara (1840–1913) ⚭ Rudolf von Oetinger (1830–1920), preußischer Generalleutnant
- Albrecht (1842–1918), preußischer Generalleutnant ⚭ Therese Gräfin Finck von Finckenstein (1863–1936)
- Agnes (1844–1922) ⚭ Otto von Möllendorff (1829–1894), preußischer Rittmeister a. D., Herr auf Krampfer
- Laura (1846–1929) ⚭ Reimar von Möllendorff (1830–1894), preußischer Major a. D., Herr auf Horst und Blumenthal[2]
- Friedrich Christian (1851–1909), preußischer Oberst a. D. ⚭ Marie Winkler (1859–1897)
- Heinrich (1855–1862)

## Ehrungen
Blumenthal war seit 1. April 1876 Ehrenmitglied des Schwedischen Akademie der Wissenschaften.
Nach ihm wurde am 2. September 1873 das Fort XII der Festung Straßburg, eine Kaserne in Halle (Saale) sowie eine ehemalige Zeche in Recklinghausen benannt. Außerdem tragen zahlreiche Straßen seinen Namen, so beispielsweise in Heidelberg-Neuenheim und in Nürnberg.
In Berlin gab es zu Beginn des 20. Jahrhunderts acht Straßen, die nach dem preußischen Offizier benannt waren (in: Friedrichshain, Mahlsdorf, Mariendorf, Pankow, Schöneberg, Steglitz, Tempelhof und Zehlendorf). – Nur vier dieser Straßennamen blieben nach dem Zweiten Weltkrieg erhalten: in Pankow, Schöneberg, Tempelhof und Zehlendorf.
In Bremen-Schwachhausen gibt es die Blumenthalstraße.